# Чечевиця широкоброва
Чечевиця широкоброва (Carpodacus verreauxii) — вид горобцеподібних птахів родини в'юркових (Fringillidae). Мешкає в Китаї і М'янмі. Вид названий на честь французького орнітолога Жюля Верро. Раніше вважався підвидом рубінової чечевиці.

## Опис
Довжина птаха становить 15-17 см. Виду притаманний статевий диморфізм. У самців щоки, горло і груди рожеві, живіт блідо-рожевий, гузка білувата, над очима рожеві "брови". Лоб, тім'я, потилиця і спина бордові, через очі ідуть бордові смуги. Крила і хвіст темно-коричневі, покривні пера мають оранжеві края. Самиці мають переважно сірувато-коричневе забарвлення, спина у них більш темна, живіт світліший з піщаним відтінком. Очі темно-карі, дзьоб і лапи чорнуваті.

## Поширення і екологія
Широкоброві чечевиці мешкають на північному сході Юньнаню і на південному заході Сичуаню. Вони живуть у високогірних чагарникових заростях, на висоті від 2135 до 2895 м над рівнем моря, взимку мігрують в долини і трапляються на півночі М'янми. Живляться насінням і ягодами.